# Gimbsheim
Gimbsheim település Németországban, Rajna-vidék-Pfalz tartományban. Lakosainak száma 3180 fő (2023. december 31.).

## Népesség
A település népességének változása:
| Lakosok száma | 3297 | 2987 | 2994 | 3077 | 3157 | 3180 |
|               | 1975 | 2017 | 2019 | 2021 | 2022 | 2023 |